# Diamphipnoa
Diamphipnoa is een geslacht van steenvliegen uit de familie Diamphipnoidae. De wetenschappelijke naam van het geslacht is voor het eerst geldig gepubliceerd in 1873 door Gerstaecker.

## Soorten
Diamphipnoa omvat de volgende soorten:
- Diamphipnoa annulata (Brauer, 1869)
- Diamphipnoa colberti Stark, 2008
- Diamphipnoa helgae Illies, 1960
- Diamphipnoa virescentipennis (Blanchard, 1851)